# Ictonyx
Ictonyx là một chi động vật có vú trong họ Chồn, bộ Ăn thịt. Chi này được Kaup miêu tả năm 1835. Loài điển hình của chi này là Ictonyx capensis Kaup, 1835 (= Bradypus striatus Perry, 1810) (Melville and Smith, 1987).

## Các loài
Chi này gồm các loài:
- Ictonyx libycus
- Ictonyx striatus